# شهرستان اورلئان (ورمانت)
شهرستان اورلئان واقع در ایالت ورمانت است. جمعیت این شهرستان بر اساس سرشماری سال ۲۰۱۰ آمریکا ۲۷۲۳۱ نفر گزارش شده‌است. مرکز شهرستان اورلئان، شهر نیوپورت است.این شهرستان در سال ۱۷۹۲ بنیانگذاری شده‌است.